# Спіновий лід

Ілюстрація розташування спінів у спіновому льоді.

Спіновий лід — стан магнітного матеріалу, в якому повне упорядкування спінів не досягається при абсолютному нулі температури. Прикладом такого матеріалу є титанат диспрозію Dy2Ti2O7. Своєю назвою такий стан магнітної речовини завдячує схожістю на лід, в якому теж навіть при нульовій температурі за Кельвіном не наступає повне упорядкування кристалічної ґратки. Як і звичайний лід, спіновий лід має при нулі температури залишкову ентропію всупереч теоремі Нернста. 
У спіновому льоді виявлено дефекти, які за структурою магнітного поля близькі до монополя Дірака, хоча вони не є справжніми магнітними монополями. 

## Виноски
1. ↑  Bramwell, S. T.; Gingras, M. J. P. (2001), Spin Ice State in Frustrated Magnetic Pyrochlore Materials, Science, 294 (5546): 1495—1501, arXiv:cond-mat/0201427, doi:10.1126/science.1064761
2. ↑  Measurement of the charge and current of magnetic monopoles in spin ice. Nature. Архів оригіналу за 21 жовтня 2011. Процитовано 25 лютого 2014. {{cite web}}: Недійсний |deadurl=401 (довідка)